# Уляницький Володимир Антонович
Уляницький Володимир Антонович (1854 (в інших джерелах 1855), Москва – 1917 (в інших джерелах 1920)) — російський і український правознавець, історик, доктор міжнародного права (1900), професор.
Закінчив юридичний факультет Московського університету (1874). У 1877 склав магістерський іспит з міжнародного права. Працював в Московському головному архіві Міністерства закордонних справ (1878–1899). У 1883 захистив дисертацію на ступінь магістра міжнародного права на тему «Нариси дипломатичної історії східного питання. Дарданелли, Босфор і Чорне море у XVIII ст.», за яку в 1885 був відзначений Російською АН Уваровською премією.
Читав лекції з теорії міжнародного права та спеціальний курс з історії дипломатії на посаді приват-доцента по кафедрі міжнародного права Московського університету (1885–1899). З 1898 — член Археографічної комісії Міністерства народної освіти. Одночасно був співробітником відділів зовнішньої політики у газетах «Російський кур'єр», «Земство», «Московський телеграф», «Російські відомості».
У 1899 В. А. Уляницького призначили приват-доцентом кафедри міжнародного права Харківського університету, де він поряд з викладацькою діяльністю, працював над докторською дисертацією («Російські консульства за кордоном у XVIII ст.»). У Харкові згодом обійняв посаду ординарного професора. Після захисту докторської дисертації у 1901 був переведений до Томського університету, згодом — до Казанського, де з 1911 працював до кінця життя.
Досліджував проблеми міжнародного права та історії дипломатії. Як теоретик дотримувався позитивістського методу, хоч і не завжди послідовно.
Основні праці:
- «Туреччина, Росія та Європа з погляду міжнародного права» (1877),
- «Нариси дипломатичної історії східного питання. Дарданелли, Босфор і Чорне море у XVIII ст.» (1883),
- «Матеріали до взаємних зносин Росії, Польщі, Молдови, Валахії і Туреччини у XIV-XV ст.» (1888),
- «Міжнародні відносини у Володимиро-Московському князівстві у XIV–XV ст.» (1893),
- «З історії документів Немирівського конгресу» (1894),
- «Російські консульства за кордоном у XVIII ст.» (1900),
- «Матеріали до історії Східного питання у 1808–1813 рр.» (1901),
- «Міжнародне право» (1911).